# Арктический рулет
Арктический рулет — британский торт-мороженое из ванильного мороженого, завёрнутый в тонкий слой бисквита, чтобы сформировать рулет, с прослойкой малинового соуса между бисквитом и мороженым.

## История
Арктический рулет был изобретён в 1950-х годах Эрнестом Вельденом, иммигрантом из Чехословакии. В 1968 году он основал фабрику в Истборне по производству арктического рулета, и десерт вскоре стал успешным продуктом. В течение 1980-х годов ежемесячно продавалось более 40 километров (25 миль) Birds Eye Arctic Roll, однако в 1990-х годах продажи резко упали, и в конце концов производитель арктических рулетов Birds Eye прекратил производство десерта. Экономический спад ознаменовался возрождением Арктики, поскольку потребители всё чаще искали недорогие продукты питания.
В то время как некоторые потребители рассматривают арктический рулет как комфортную еду, другие считают рулет старомодным, а кулинарный писатель Найджел Слейтер даже описал его как вкус «замороженного ковра» (англ. «frozen carpet»). Тем не менее, производитель Birds Eye сообщил об «ошеломляющем потребительском спросе» (англ. «overwhelming consumer demand») на десерт. С того момента, как производитель Birds Eye производил арктический рулет с декабря 2008 по апрель 2009 года, продажи продукта оценивались в 3,5 миллиона фунтов стерлингов. Комментаторы предполагают, что помимо низкой цены, многие потребители покупают десерт из чувства ностальгии. Британские супермаркеты продают свои собственные версии Arctic Roll, как шоколадные, так и малиновые, и делали это даже тогда, когда производитель Birds Eye не занимался маркетингом продукта.

## Вкусы
Оригинальный арктический рулет состоит из ванильного мороженого и малинового джема. Производитель Birds Eye также выпускает вариант с шоколадным мороженым.